# Семёнов, Иван Павлович
Иван Павлович Семёнов (1905—1972) — начальник Управления НКВД Красноярского края, генерал-майор (1945).

## Биография
Родился в русской семье слесаря. Получил самообразование в объёме 7 классов средней школы. Ученик слесаря на Франко-Русском заводе в Петрограде с июня 1916 по сентябрь 1917, затем безработный там же по октябрь 1918, болел находясь в деревне Алексино Ржевского уезда Тверской губернии по июнь 1919, снова безработный в Петрограде до апреля 1921. Молотобоец в кузнице по возвращении в деревню Алексино с апреля 1921 по май 1923, затем крестьянин там же по апрель 1925. Матрос Торгового порта в Ленинграде с апреля 1925 по декабрь 1926, опять безработный там же до мая 1927. Милиционер Ленинградской речной милиции с мая по октябрь 1927. В ВКП(б) с февраля 1929 (член ВЛКСМ с 1924).
В РККА курсант электроминной школы в Кронштадте с октября 1927 по май 1929, затем инструктор-электрик электроминной школы по октябрь 1931, главный старшина-электрик электроминной школы по сентябрь 1933. Переводится на должность главного старшины-электрика объединённой школы учебного отряда Морских сил Дальнего Востока во Владивостоке по декабрь 1934.
Начальник цеха Института прикладной физики при Ленинградском государственном университете с декабря 1934 по сентябрь 1937. Заместитель секретаря партийного комитета Ленинградского государственного университета с сентября по декабрь 1937, инструктор Василеостровского районного комитета Ленинградского городского комитета ВКП(б) с декабря 1937 по февраль 1938. Заместитель заведующего отдела партийных кадров Василеостровского райкома Ленинградского горкома ВКП(б) с февраля по май 1938, затем 1-й секретарь Петергофского РК ВКП(б) до декабря 1938.
Курсант Центральной школы ГУГБ НКВД СССР с декабря 1938 до января 1939. Назначен начальником УНКВД Красноярского края 17 января 1939 и с 26 февраля 1941 по 31 июля 1941 начальник УНКГБ Красноярского края, потом опять начальник УНКВД—УМВД Красноярского края до 14 февраля 1947. 1-й заместитель начальника Дальстроя МВД СССР с 14 февраля 1947 до 19 августа 1949. Заместитель начальника Управления Кунеевского ИТЛ МВД с 19 августа 1949 до 8 февраля 1951. Заместитель начальника УМВД Челябинской области, начальник отдела ИТЛ с 23 апреля 1951 до 2 июня 1952 заместитель начальника по особым контингентам Норильского ИТЛ и комбината со 2 июня 1952 до 1 июня 1953, затем заместитель начальника Особого лагеря № 2 (Горного лагеря МВД) до 1 января 1954. Уволен в запас МВД, пенсионер с января 1954.

### Звания
- 17.01.1939, капитан государственной безопасности;
- 30.04.1939, майор государственной безопасности;
- 14.02.1943, полковник государственной безопасности;
- 22.08.1944, комиссар государственной безопасности;
- 09.07.1945, генерал-майор.

### Награды
- орден «Знак Почёта», 26.04.1940;[3]
- знак «Заслуженный работник НКВД», 04.02.1942;
- орден Красной Звезды, 04.07.1943;
- орден Красной Звезды, 26.05.1944;
- орден Красной Звезды, 13.12.1944;
- орден Красного Знамени;
- орден Трудового Красного Знамени;
- орден Красной Звезды;
- 4 медали.